# Alusomyia transfuga
Alusomyia transfuga är en tvåvingeart som beskrevs av Villeneuve 1933. Alusomyia transfuga ingår i släktet Alusomyia och familjen köttflugor.
Artens utbredningsområde är Egypten. Inga underarter finns listade i Catalogue of Life.